# Bob Schroeder
Robert L. "Bob" Schroeder (Chester (Illinois), 21 november 1928 – East St. Louis, 27 januari 1990) was een Amerikaans autocoureur. 
In 1959 schreef hij zich in voor de Indianapolis 500, maar hij wist zich niet te kwalificeren. Deze race was ook onderdeel van het Formule 1-kampioenschap. Verder nam hij in 1958 en 1959 ook deel aan vier USAC Championship Car-races, waarin zijn beste resultaat een dertiende plaats was tijdens de Ted Horn Memorial op de DuQuoin State Fairgrounds in 1958. 
Hij is geen familie van Rob Schroeder, ondanks dat ze rond dezelfde tijd actief waren. Bob Schroeder overleed in 1990 op 61-jarige leeftijd.